# Davy Jones (musicista)
David Thomas Jones, detto Davy (Manchester, 30 dicembre 1945 – Stuart, 29 febbraio 2012), è stato un musicista, cantante e attore britannico.

## Biografia
Davy Jones nasce nel quartiere Openshaw di Manchester nel 1945. Comincia la sua carriera come attore bambino alla televisione inglese, partecipando nel 1961 a un episodio della serie Coronation Street e a tre della serie poliziesca Z Cars nel 1962. La notorietà venne con la sua interpretazione di Artful Dodger nel musical Oliver! dapprima a Londra e quindi nel cast originario di Broadway, per il quale fu nominato al Tony Award. Il 9 febbraio 1964 fu invitato all' Ed Sullivan Show con Georgia Brown e altri membri del cast di Oliver! a presentare alcuni numeri musicali dello spettacolo, nella stessa puntata in cui anche i Beatles fecero il loro debutto televisivo negli Stati Uniti. Il successo della serata gli aprì le porte della televisione americana come attore e cantante.
Negli anni successivi il nome di Jones venne strettamente a legarsi a quello del gruppo pop rock The Monkees creato per la serie televisiva I Monkees, a cui Jones prese parte insieme agli altri musicisti tra il 1966 e il 1971. Accanto a lui nelle due avventure c'erano Michael Nesmith, Micky Dolenz e Peter Tork.
Anche dopo lo scioglimento ufficiale del gruppo (con il quale tuttavia continuerà a essere presente in una lunga serie di riunioni), Jones proseguì con successo la sua carriera di cantante e attore alla televisione americana.
È morto nel 2012 a 66 anni a causa di un infarto che lo colse mentre si trovava a Indiantown, in Florida, dove si era ritirato a vivere.

## Discografia

### Solista

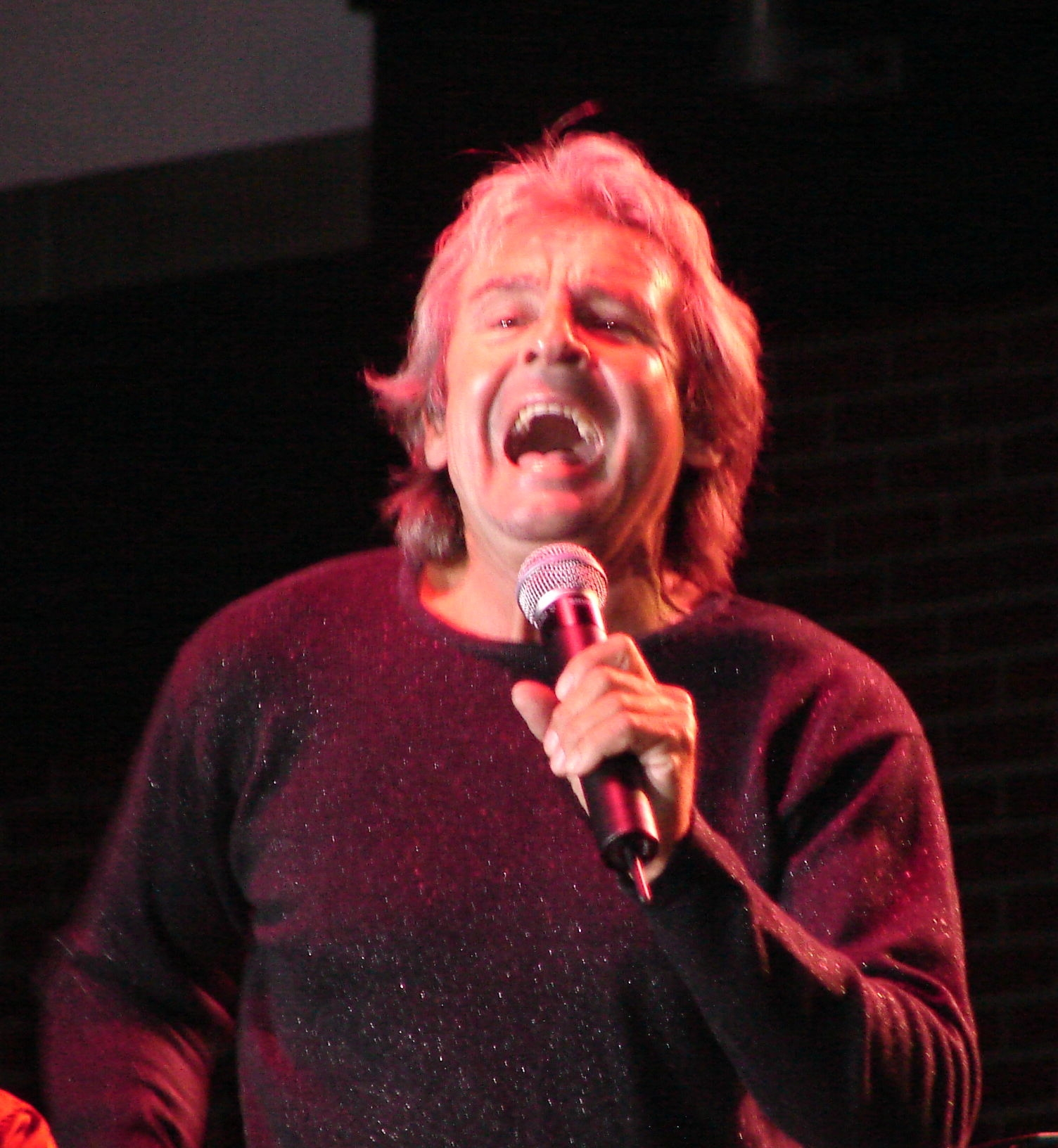
Davy Jones nel 2006

Album studio
- 1965 - David Jones
- 1971 - Davy Jones
- 1976 - Christmas Jones
- 1986 - Incredible Revisited
- 2001 - Just Me
- 2009 - She

## Filmografia

### Cinema
- Sogni perduti (Head), regia di Bob Rafelson (1968)
- The Brady Bunch Movie, regia di Betty Thomas (1995)

### Televisione
- Ben Casey – serie TV, episodio 5x15 (1965)
- Z-Cars (1962)
- I Monkees (1966-1968)
- Love, American Style (1970-1973)